# Dvärgtörne
Dvärgtörne (Ulex minor) är en ärtväxtart som beskrevs av Albrecht Wilhelm Roth. Enligt Catalogue of Life ingår Dvärgtörne i släktet ärttörnen och familjen ärtväxter, men enligt Dyntaxa är tillhörigheten istället släktet ärttörnen och familjen ärtväxter. Arten förekommer tillfälligt i Sverige, men reproducerar sig inte. Inga underarter finns listade i Catalogue of Life.

## Bildgalleri

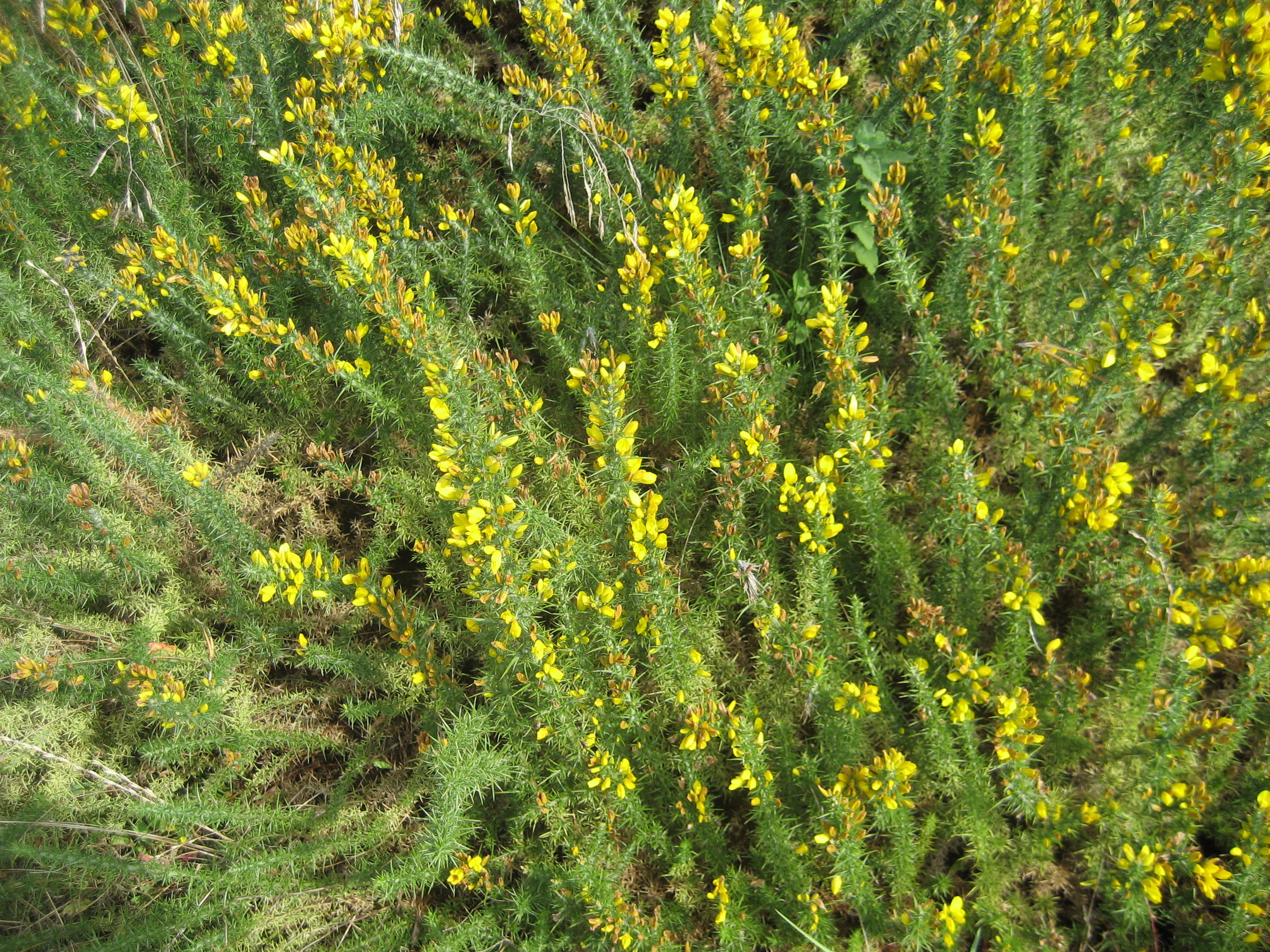
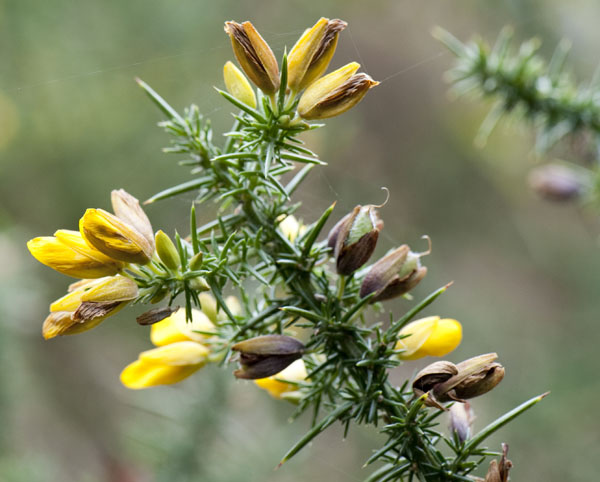